# 이자벨라 미코
이자벨라 미코(폴란드어: Izabella Miko, 1981년 1월 21일 ~ )는 폴란드의 배우이다.

## 출연 작품
- 더 레이크 (2018)
- 더 프론티어 (2015)
- 스텝 업: 올 인 (2014)
- 메이크 유어 무브 (2014)
- 더 케이프 (2011)
- 에이지 오브 히어로즈 (2011)
- 리포 (2010)
- 타이탄 (2010)
- 더블 아이덴티티 (2009)
- 러브 앤 댄스 (2009)
- 다크 스트리트 (2008)
- Flakes (2007)
- 파크 (2006)
- 하우스 오브 어셔 (2006)
- 세이브 더 라스트 댄스 2 (2006)
- 바이 바이 블랙버드 (2005)
- 사막의 뱀파이어 (2001)
- 코요테 어글리 (2000)